# Station Słubice
Station Słubice is een spoorwegstation in de Poolse plaats Słubice.